# Tommy Lee Thomas
Tommy Lee Thomas (ur. 25 listopada 1972) – amerykański aktor, producent i reżyser filmowy. Absolwent Desoto High School, studiował w Dallas County Community College (DCCC). Najważniejsza rola Thomasa to pierwszoplanowy występ jako John Woodrow obok Erica Robertsa w wydanym na rynku wideo filmie akcji Con Games.

## Filmografia

### Aktor
- Con Games (2001)
- More, More Than Meets The Eye (1997)
- Proverbial Justice

### Reżyser
- More, More Than Meets The Eye (1997)

### Producent
- Con Games (2001)